# أبفيل (مسيسيبي)
أبفيل (بالإنجليزية: Abbeville, Mississippi)‏ هي بلدة تقع في مقاطعة لافاييت (مسيسيبي) بولاية مسيسيبي في الولايات المتحدة. تبلغ مساحتها 9 (كم²)، وترتفع عن سطح البحر 113 م، بلغ عدد سكانها 311 نسمة في عام 2009 حسب إحصاء مكتب تعداد الولايات المتحدة .

## التركيبة السكانية
حدّد مكتب تعداد الولايات المتحدة بيانات التركيبة السكانية لأبفيل في تعداد الولايات المتحدة. في ما يلي، التركيبة السكانية حسب تعدادي 2000 و2010.

### تعداد عام 2000
بلغ عدد سكان أبفيل 423 نسمة بحسب تعداد عام 2000، وبلغ عدد الأسر 172 أسرة وعدد العائلات 130 عائلة مقيمة في البلدة. في حين سجلت الكثافة السكانية 47.2 نسمة لكل كيلومتر مربع (122.2/ميل2). وبلغ عدد الوحدات السكنية 188 وحدة بمتوسط كثافة قدره 21 لكل كيلومتر مربع (54.4/ميل2).
وتوزع التركيب العرقي للبلدة بنسبة 93.85% من البيض و5.67% من الأمريكيين الأفارقة و0.47% من عرقين مختلطين أو أكثر و0.71% من الهسبانيون أو اللاتينيون من أي عرق.
بلغ عدد الأسر 172 أسرة كانت نسبة 30.2% منها لديها أطفال تحت سن الثامنة عشر تعيش معهم، وبلغت نسبة الأزواج القاطنين مع بعضهم البعض 61% من أصل المجموع الكلي للأسر، ونسبة 12.2% من الأسر كان لديها معيلات من الإناث دون وجود شريك،  بينما كانت نسبة 2.3% من الأسر لديها معيلون من الذكور دون وجود شريكة وكانت نسبة 24.4% من غير العائلات. تألفت نسبة 20.3% من أصل جميع الأسر من عدة أفراد يعيشون في نفس المنزل ونسبة 7% كانت تتألف من شخص يعيش بمفرده يبلغ من العمر 65 عاماً أو أكثر. وبلغ متوسط حجم الأسرة المعيشية 2.46، أما متوسط حجم العائلات فبلغ 2.86.
بلغ العمر الوسطي للسكان 37.5 عاماً. وكانت نسبة 20.1% من القاطنين تحت سن الثامنة عشر، وكانت نسبة 11.8% بين الثامنة عشر والرابعة والعشرين عاماً، ونسبة 26.2% كانت واقعةً في الفئة العمرية ما بين الخامسة والعشرين والرابعة والأربعين عاماً، ونسبة 27.7% كانت ما بين الخامسة والأربعين والرابعة والستين، ونسبة 14.2% كانت ضمن فئة الخامسة والستين عاماً فما فوق. يوجد لكل 100 أنثى 93.2 ذكر، ويوجد لكل 100 أنثى في الثامنة عشر من عمرها فما فوق 89.9 ذكر.
بلغ متوسط دخل الأسرة في البلدة 33,542 دولارًا، أما متوسط دخل العائلة فبلغ 36,000 دولارًا. وكان متوسط دخل الذكور 27,386 دولارًا مقابل 21,518 دولارًا للإناث. وسجل دخل الفرد الخاص بالبلدة 18,882 دولارًا. وكانت نسبة 9.6% من العائلات ونسبة 11.8% من السكان تحت خط الفقر، وكان من هؤلاء نسبة 20.7% تحت سن الثامنة عشر ونسبة 2.9% في الخامسة والستين من العمر وما فوق.

### تعداد عام 2010
بلغ عدد سكان أبفيل 419 نسمة بحسب تعداد عام 2010، وبلغ عدد الأسر 166 أسرة وعدد العائلات 117 عائلة مقيمة في البلدة. في حين سجلت الكثافة السكانية 46.8 نسمة لكل كيلومتر مربع (121.2/ميل2). وبلغ عدد الوحدات السكنية 187 وحدة بمتوسط كثافة قدره 20.9 لكل كيلومتر مربع (54.1/ميل2).
وتوزع التركيب العرقي للبلدة بنسبة 90.21% من البيض و8.83% من الأمريكيين الأفارقة و0.95% من عرقين مختلطين أو أكثر و0.48% من الهسبانيون أو اللاتينيون من أي عرق.
بلغ عدد الأسر 166 أسرة كانت نسبة 38% منها لديها أطفال تحت سن الثامنة عشر تعيش معهم، وبلغت نسبة الأزواج القاطنين مع بعضهم البعض 54.2% من أصل المجموع الكلي للأسر، ونسبة 15.1% من الأسر كان لديها معيلات من الإناث دون وجود شريك،  بينما كانت نسبة 1.2% من الأسر لديها معيلون من الذكور دون وجود شريكة وكانت نسبة 29.5% من غير العائلات. تألفت نسبة 26.5% من أصل جميع الأسر من عدة أفراد يعيشون في نفس المنزل ونسبة 12% كانت تتألف من شخص يعيش بمفرده يبلغ من العمر 65 عاماً أو أكثر. وبلغ متوسط حجم الأسرة المعيشية 2.52، أما متوسط حجم العائلات فبلغ 3.05.
بلغ العمر الوسطي للسكان 37.7 عاماً. وكانت نسبة 27.2% من القاطنين تحت سن الثامنة عشر، وكانت نسبة 7.9% بين الثامنة عشر والرابعة والعشرين عاماً، ونسبة 25.3% كانت واقعةً في الفئة العمرية ما بين الخامسة والعشرين والرابعة والأربعين عاماً، ونسبة 25.8% كانت ما بين الخامسة والأربعين والرابعة والستين، ونسبة 13.8% كانت ضمن فئة الخامسة والستين عاماً فما فوق. وتوزع التركيب الجنسي للسكان بنسبة 43.9% ذكور و56.1% إناث.

## أعلام
- جنيفر غيلوم
- هنري وودز

## وصلات خارجية
- The US50 - Cities and Towns in Mississippi State
- Mississippi Cities and Towns, Facts, Map, Flag, Colleges, Government, and More